# Atarba pallidicornis
Atarba pallidicornis är en tvåvingeart som beskrevs av Edwards 1916. Atarba pallidicornis ingår i släktet Atarba och familjen småharkrankar. Inga underarter finns listade i Catalogue of Life.